# Lucas Aveldaño
Lucas Elio Aveldaño (Rafaela, 19 luglio 1985) è un calciatore argentino, difensore svincolato.

## Caratteristiche tecniche
È un difensore centrale.